# Ogodža
Ogodža è una cittadina della Russia estremo-orientale, situata nella oblast' dell'Amur. Dipende amministrativamente dal rajon Selemdžinskij, del quale è il maggior centro abitato.
Sorge nella parte orientale della oblast', sulla sponda destra del fiume omonimo, 83 chilometri a sudovest del capoluogo distrettuale Ėkimčan.